# Лампалаши
Лампалаши (груз. ლამფალაში) — село в Грузии, на территории Лентехского муниципалитета края (мхаре) Рача-Лечхуми и Нижняя Сванетия.

## География
Село находится в северной части Грузии, на к северу от реки Цхенисцкали, на расстоянии приблизительно 24 километров (по прямой) к востоку от посёлка городского типа Лентехи, административного центра муниципалитета. Абсолютная высота — 1560 метров над уровнем моря.

## Население
По результатам официальной переписи населения 2014 года, постоянное население в Лампалаши отсутствовало.
| Год  | Население, человек |
| ---- | ------------------ |
| 2002 | 29                 |
| 2014 | ↘ 0                |